# Halewood România
Halewood România (fostă Cramele Prahova) este o companie producătoare de băuturi alcoolice din România.
Este filiala companiei britanice Halewood International și activează pe piața românească prin 4 companii: Domeniile Halewood, care administrează 350 de hectare de vie în regiunile Dealu Mare, Podișul Transilvaniei și Murfatlar pentru producția de struguri, Cramele Halewood, care produc efectiv vinul. Halewood Wines care distribuie produsele din portofoliu pe piața internă și Halewood România, compania care se ocupă de exportul de vin.
Vinurile din portofoliul Halewood sunt distribuite în marile lanțuri de magazine, în retailul tradițional și pe rețeaua HoReCa.
Portofoliul Halewood cuprinde brandurile Byzantium, Prahova Valley, Floare de Luna, Floarea Soarelui, Rhea Viognier, Theia Chardonnay, Neptunus Shiraz, Principele R, Kronos Pinot Noir, Hyperion, spumantele Rhein Extra, Prahova Valley și Millennium dar și Red Square sau Caribbean Twist.
Producția medie anuală de vin se ridică la 42.000 de hectolitri, iar capacitatea de stocare totalizează 90.420 de hectolitri.
Exportul de vinuri a reprezentat, în 2007, circa 48% din cifra de afaceri a companiei.
Sediul companiei se află în Ploiești, alături de pivnițe subterane, depozitul de materiale și cel de produse finite (cu o capacitate de peste 1 milion de sticle) precum și liniile de îmbuteliere.
Compania deține și rețeaua de magazine Halewood The Winery Outlet care numără 10 locații. 
Cramele Halewood deține 2 crame în regiunea Dealu Mare (Urlați și Tohani), o cramă, unitate de producție și un punct de lucru la Sebeș, În Podișul Transilvaniei, și altul în Cernavodă - Murfatlar. În  plus la Pensiunea Rhein & Cie din Azuga se pot vizita și pivnițele unde se produce vin spumant de peste 120 de ani după metoda tradițională.
Halewood România Vinuri a cumpărat, în 1999, societatea Vinalcool Prahova, pe care a transformat-o ulterior în Cramele Prahova,
nume pe care l-a păstrat până în septembrie 2004.
Număr de angajați în 2010: 200
Cifra de afaceri:
- 2013: 9,7 milioane euro [6]
- 2009: 9,8 milioane euro [1]
- 2003: 3,8 milioane euro [7]